# Esbjerg Ensemble
Esbjerg Ensemble er et basiskammerensemble med hjemsted i Esbjerg.
Ensemblet blev på initiativ af lokale kræfter herunder bl.a. Peder Holm, lederen af det lokale musikkonservatorium, oprettet i 1967 som det første af de efterfølgende såkaldte basisensembler med støtte fra staten. Ensemblet blev oprettet under navnet Vestjysk Kammerensemble.
I følge aftalen med Statens Kunstfond Projektstøtteudvalg skal Esbjerg Ensemble løse 2 hovedopgaver: koncertvirksomhed først og fremmest i det sydvestjyske, men også nationalt og internationalt samt musikformidling og publikumsudvikling. Tidligere var det tillige grundstammen i Vestjysk Symfoniorkester, der blev nedlagt pr. 1. januar 2011. I budgetåret 2017 fordeler orkestrets betaling sig med 54% fra staten, 36% fra kommunen, 2% fra andre sponsorer og 8% i egenindtægter.

## Virksomheden
I øjeblikket er der 10 fastansatte musikere fordelt som blæserkvintet, strygekvartet og slagtøj. Gæstemusikere på klaver og kontrabas bliver håndplukket til programmer, der kræver udvidet besætning.
Koncertserier og udlandsturnéer præsenterer et bredt repertoire, dog med særlig vægt på værker fra 1900-tallet. Esbjerg Ensemble afholder ca. 100 koncerter om året, bl.a. skolekoncerter, musikteater, kammerkoncerter, festivalsamarbejder i ind- og udland samt workshops for unge komponister. Danmarks Radio transmitterer mellem 6 og 8 af ensemblets kammerkoncerter om året. Ensemblet samarbejder bl.a. med Syddansk Musikkonservatorium, Musikalsk Grundkursus/MGK og musikskoler i regionen for at give næste generation inspiration til at satse på og videreudvikle klassisk musik.
Udover koncerter i Danmark, har Esbjerg Ensemble spillet i bl.a. Festspillene i Bergen, Nordlichter Berlin, Taiwan og jævnlige koncerter i Nord-Tyskland.
Der afholdes en årlig workshop, hvor unge komponister får mulighed for at arbejde med ensemblet. Ensemblet har samarbejder med vor tids centrale danske komponister, og er dermed også ambassadør for dansk musik.

## CD-indspilninger
- Beethoven: Piano Quintet, Op. 16 / Septet, Op. 20 (Classico)
- Sjostakovitj: Piano Quintet + 7 Verses (Classico)
- Gabriel Faure and His Grandpupils (Classico / Scandinavian Classics)
- Mozart: Clarinet, Horn & Oboe Quintets (Kontrapunkt)
- Summer Music - Oliver Knussen, Irving Fine, Samuel Barber, John Cage, Carl Nielsen (Kontrapunkt 1993)
- Karl Aage Rasmussen: Three Friends (Dacapo 1998)
- Bent Sørensen: Shadowland (Dacapo 1999)
- Per Nørgård: Works for Harp and Ensemble (Dacapo 2006)
- Anders Brødsgaard: In girum imus nocte et consumimur igni (Dacapo 2008)
- Morten Olsen: In a Silent Way (Dacapo 2009)
- Peter Bruun: Letters to the Ocean (Dacapo 2011)
- Morgan Hayes: Violin Concerto & Other Works (NMC Classical 2011)
- Per Nørgård: Sceneries for Percussion & Ensemble (Dacapo 2012)